# René Essomba
Pour les articles homonymes, voir Essomba.
René Essomba est un chirurgien et un dirigeant sportif camerounais né le 6 avril 1933 à Mbalmayo et mort le 31 août 1998. 

## Biographie
René Essomba est médecin et professeur titulaire de la chaire en chirurgie. Il est chirurgien en chef à l'hôpital central de Yaoundé de 1962 à 1977.
Officiant en France et au Cameroun, il est le président de l'Ordre des médecins du Cameroun et le médecin des délégations du Cameroun aux Jeux olympiques d'été de 1968 et de 1972.
Il est président de la Fédération camerounaise de football de 1966 à 1972, président de l'Union des fédérations de football d'Afrique centrale en 1968, vice-président de la Confédération africaine de football de 1972 à 1976, président du Comité national olympique camerounais de 1972 à sa mort, membre du Comité international olympique de 1978 à sa mort et secrétaire général de l'Association des comités nationaux olympiques d'Afrique de 1989 à 1993. 
Son nom ressort un an après sa mort en 1998 dans le scandale de l'attribution des Jeux olympiques d'hiver de 2002 ; en effet, ce scandale prend naissance lorsqu'il est révélé que le comité d'organisation de Salt Lake City a financé les frais de scolarité de sa fille Sonia Essomba à l'université de Washington.